# 基準體
基準體（朝鮮語：바른체）是一款現代印刷用字體，由Sandoll通訊（산돌커뮤니케이션）開發，韓國印刷文化協會發佈。它同時作為文化振興事業的一個項目，旨在促進字體的多樣化和印刷質量的提高。
基準體屬於基本體範疇，具有模擬的金屬活字印刷效果。其家族共包含有7,050個韓文字符，細體、常規體、粗體各2,350字符。

## 外部連結
- 簡介（页面存档备份，存于）